# Sam Vartholomeos
Sam Vartholomeos, född 8 februari 1995 i Queens, New York, är en amerikansk skådespelare.
Vartholomeos är utbildad vid LaGuardia High School of the Performing Arts. Han genombrott utanför teatern kom i och med rollen som Danby Connor i Star Trek: Discovery år 2017. Några år senare spelade han huvudrollen, Jimmy Farrell, i TV-serien Bridge and Tunnel. Han har även medverkat i The Crowded Room där han spelade en av vännerna till huvudkaraktären Danny. Han har även medverkat i filmen Drive-Away Dolls.

## Filmografi (i urval)
- 2021–2022 – Bridge and Tunnel (TV-serie)
- 2023 – The Crowded Room (TV-serie)
- 2024 – Drive-Away Dolls